# ماندالاي
ماندالاي ( (تُلفظ بالإنجليزية: ‎/ˌmændəˈleɪ/‏) أو (تُلفظ بالإنجليزية: ‎/ˈmændəleɪ/‏)) هي ثاني أكبر مدينة وآخر عاصمة ملكية لدولة بورما. ويبلغ عدد سكان المدينة التي تقع 445 ميل (716 كـم) شمال يانغون على الضفة الشرقية من نهر إيراوادي، مليون نسمة، وتُعتبر عاصمة منطقة ماندالاي.
وماندالاي هي المحور الاقتصادي لبورما العليا وتعتبر مركز الثقافة البورمية. وقد أدى استمرار تدفق المهاجرين الصينيين، ومعظمهم من مقاطعة يونان، في السنوات العشرين الماضية إلى إعادة تشكيل التركيبة العرقية للمدينة وزيادة التجارة مع الصين. وعلى الرغم من صعود نجم نايبييدو مؤخرًا، لا تزال ماندالاي المركز التجاري والتعليمي والصحي الرئيسي لبورما العليا.

## المناخ
يظهر الجدول التالي التغييرات المناخية على مدار السنة لماندالاي:
| البيانات المناخية لـماندالاي | البيانات المناخية لـماندالاي | البيانات المناخية لـماندالاي | البيانات المناخية لـماندالاي | البيانات المناخية لـماندالاي | البيانات المناخية لـماندالاي | البيانات المناخية لـماندالاي | البيانات المناخية لـماندالاي | البيانات المناخية لـماندالاي | البيانات المناخية لـماندالاي | البيانات المناخية لـماندالاي | البيانات المناخية لـماندالاي | البيانات المناخية لـماندالاي | البيانات المناخية لـماندالاي |
| الشهر | يناير                        | فبراير                       | مارس                         | أبريل                        | مايو                         | يونيو                        | يوليو                        | أغسطس                        | سبتمبر                       | أكتوبر                       | نوفمبر                       | ديسمبر                       | المعدل السنوي                |
| --- | ---------------------------- | ---------------------------- | ---------------------------- | ---------------------------- | ---------------------------- | ---------------------------- | ---------------------------- | ---------------------------- | ---------------------------- | ---------------------------- | ---------------------------- | ---------------------------- | ---------------------------- |
| الدرجة القصوى °م (°ف) | 37.2 (99.0)                  | 39.2 (102.6)                 | 42.8 (109.0)                 | 48.0 (118.4)                 | 45.0 (113.0)                 | 42.0 (107.6)                 | 41.6 (106.9)                 | 39.8 (103.6)                 | 43.4 (110.1)                 | 39.2 (102.6)                 | 38.5 (101.3)                 | 34.0 (93.2)                  | 48.0 (118.4)                 |
| متوسط درجة الحرارة الكبرى °م (°ف) | 29.6 (85.3)                  | 32.7 (90.9)                  | 36.6 (97.9)                  | 38.9 (102.0)                 | 36.9 (98.4)                  | 35.2 (95.4)                  | 35.1 (95.2)                  | 34.3 (93.7)                  | 34.0 (93.2)                  | 33.4 (92.1)                  | 31.1 (88.0)                  | 29.1 (84.4)                  | 33.9 (93.0)                  |
| المتوسط اليومي °م (°ف) | 21.9 (71.4)                  | 24.4 (75.9)                  | 28.8 (83.8)                  | 31.9 (89.4)                  | 31.3 (88.3)                  | 30.8 (87.4)                  | 30.8 (87.4)                  | 30.2 (86.4)                  | 29.7 (85.5)                  | 28.8 (83.8)                  | 25.7 (78.3)                  | 22.2 (72.0)                  | 28.0 (82.4)                  |
| متوسط درجة الحرارة الصغرى °م (°ف) | 13.7 (56.7)                  | 16.0 (60.8)                  | 20.4 (68.7)                  | 24.7 (76.5)                  | 25.9 (78.6)                  | 26.1 (79.0)                  | 26.2 (79.2)                  | 25.8 (78.4)                  | 25.4 (77.7)                  | 24.0 (75.2)                  | 19.9 (67.8)                  | 15.4 (59.7)                  | 22.0 (71.6)                  |
| أدنى درجة حرارة °م (°ف) | 8.0 (46.4)                   | 10.0 (50.0)                  | 12.8 (55.0)                  | 13.0 (55.4)                  | 17.4 (63.3)                  | 20.0 (68.0)                  | 20.0 (68.0)                  | 19.5 (67.1)                  | 20.5 (68.9)                  | 18.5 (65.3)                  | 11.1 (52.0)                  | 7.6 (45.7)                   | 7.6 (45.7)                   |
| معدل هطول الأمطار مم (إنش) | 0.9 (0.04)                   | 3.8 (0.15)                   | 5.8 (0.23)                   | 40.4 (1.59)                  | 130.0 (5.12)                 | 99.5 (3.92)                  | 74.7 (2.94)                  | 132.9 (5.23)                 | 157.1 (6.19)                 | 130.7 (5.15)                 | 36.4 (1.43)                  | 4.9 (0.19)                   | 817.1 (32.17)                |
| متوسط الأيام الممطرة | 0.4                          | 0.4                          | 0.4                          | 3.3                          | 8.3                          | 7.2                          | 5.9                          | 8.7                          | 8.1                          | 6.8                          | 2.8                          | 0.7                          | 53.0                         |
| متوسط الرطوبة النسبية (%) | 68                           | 58                           | 49                           | 50                           | 66                           | 73                           | 71                           | 76                           | 76                           | 77                           | 74                           | 72                           | 68                           |
| ساعات سطوع الشمس الشهرية | 309                          | 280                          | 301                          | 291                          | 267                          | 208                          | 182                          | 168                          | 215                          | 223                          | 269                          | 278                          | 2٬991                        |
| المصدر #1: المعهد النرويجي للأرصاد الجوية (average high and average low, and rainfall 1981–2010), World Meteoroglogical Organization (rainy days 1961–1990), الأرصاد الجوية الألمانية (mean temperatures 1991–2010) |                              |                              |                              |                              |                              |                              |                              |                              |                              |                              |                              |                              |                              |
| المصدر #2: Danish Meteorological Institute (sun and relative humidity, 1931–1960), Meteo Climat (record highs and lows),                                                                                            |                              |                              |                              |                              |                              |                              |                              |                              |                              |                              |                              |                              |                              |

## توأمة
لماندالاي اتفاقيات توأمة مع:
- كونمينغ

## أعلام
- نيين نيل با
- كان تشون
- مونغ مونغ تا
- مونغ مونغ
- ميندون مين
- بيتر تشو

## معرض الصور

ماندالاي
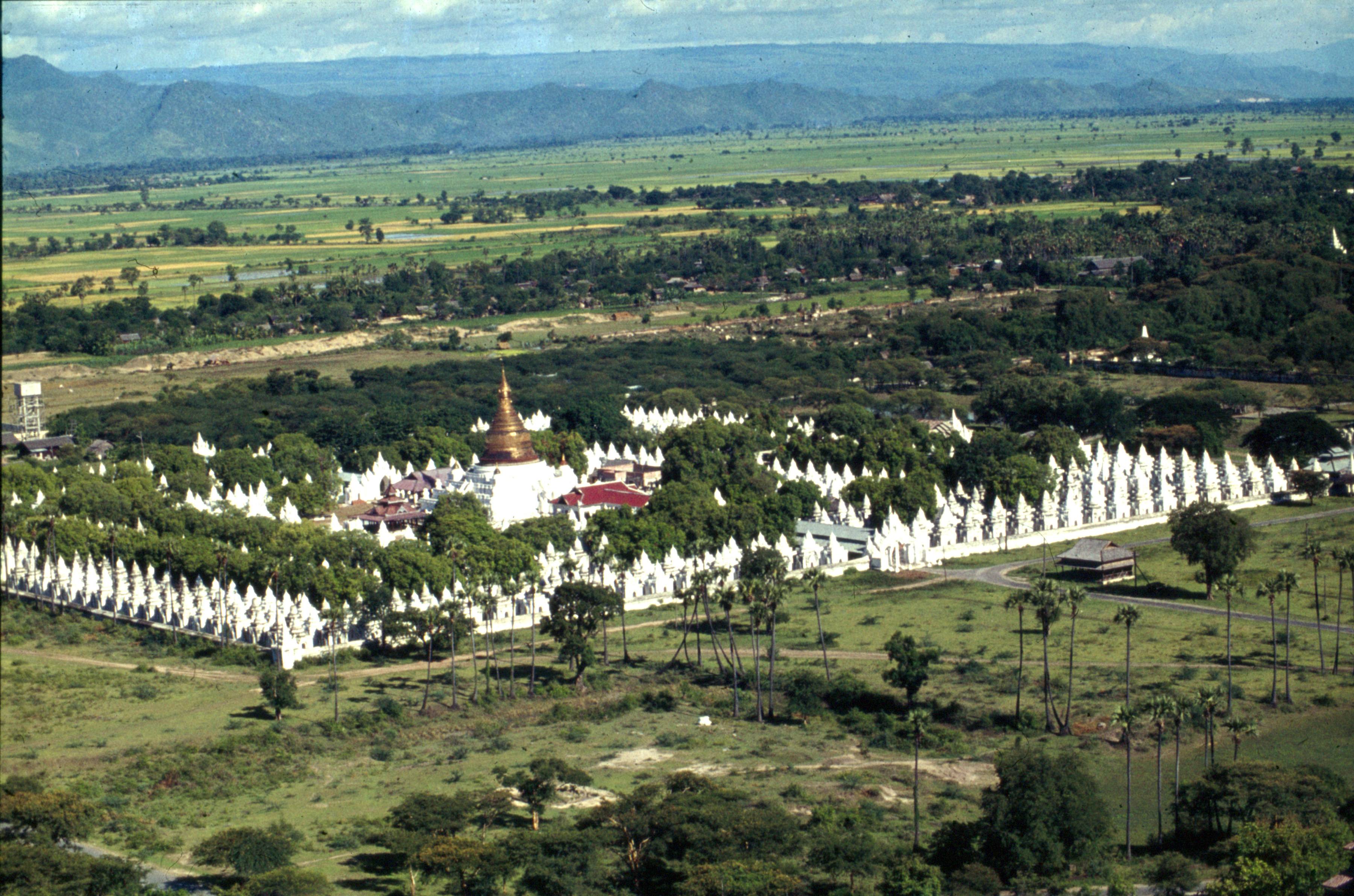
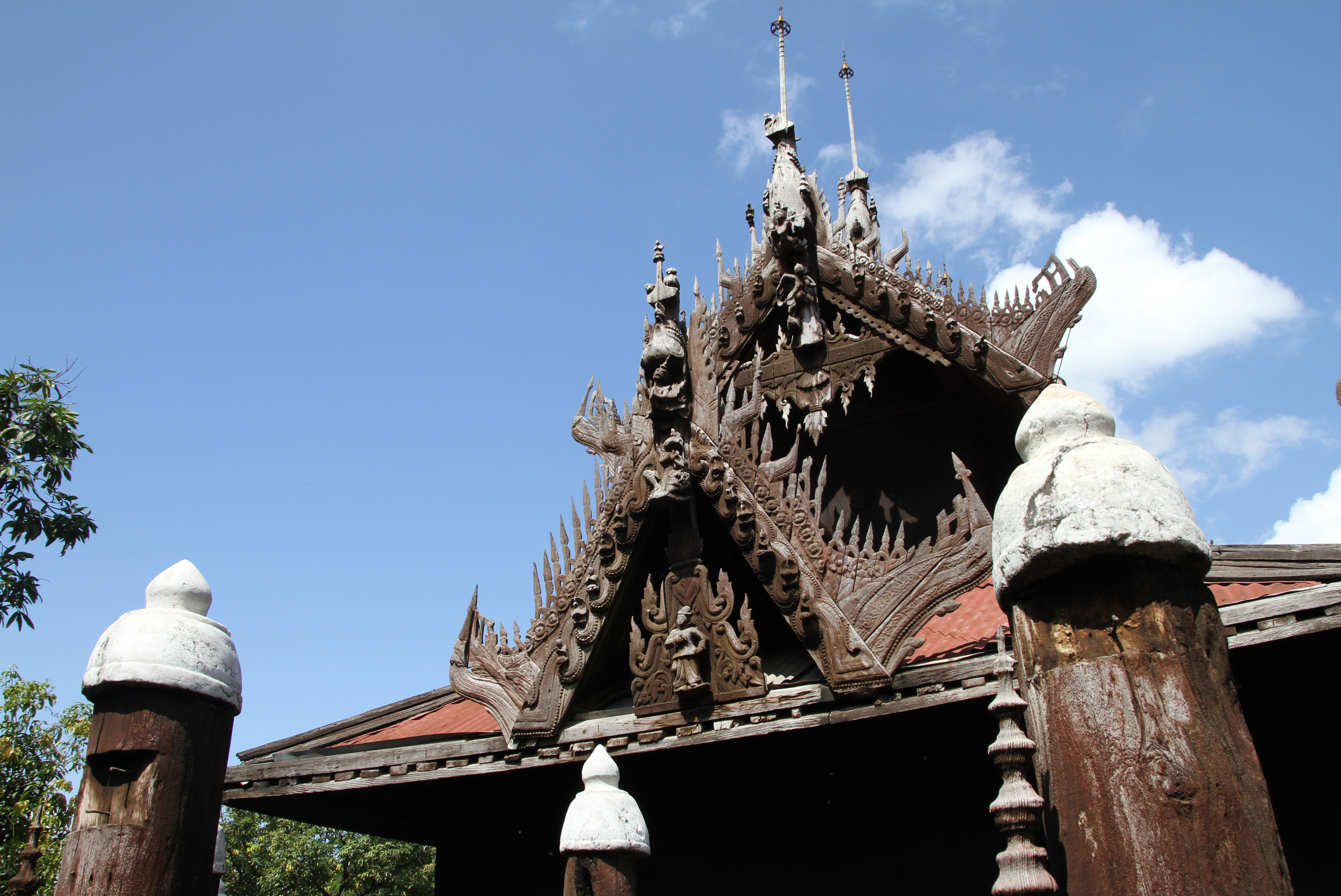
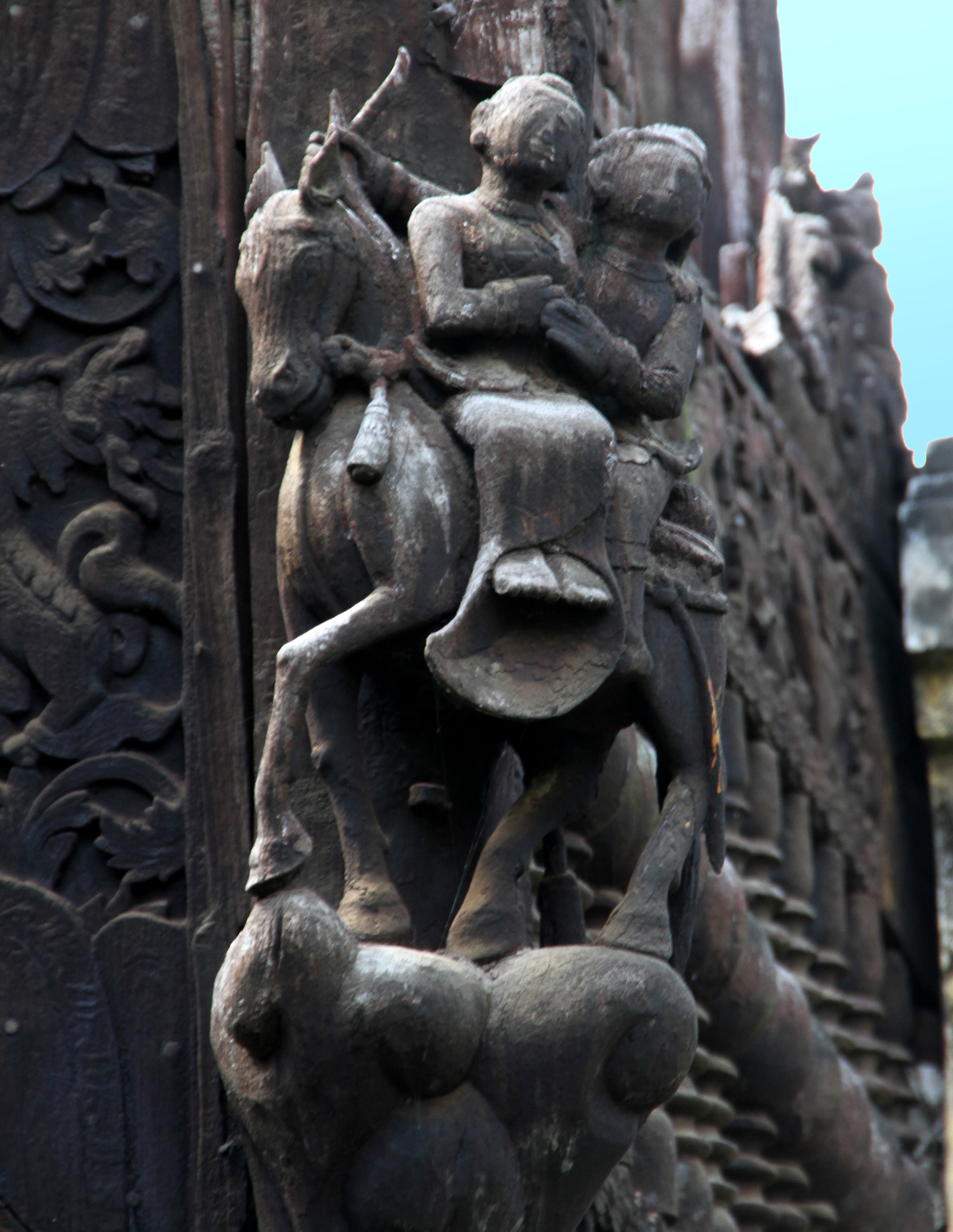
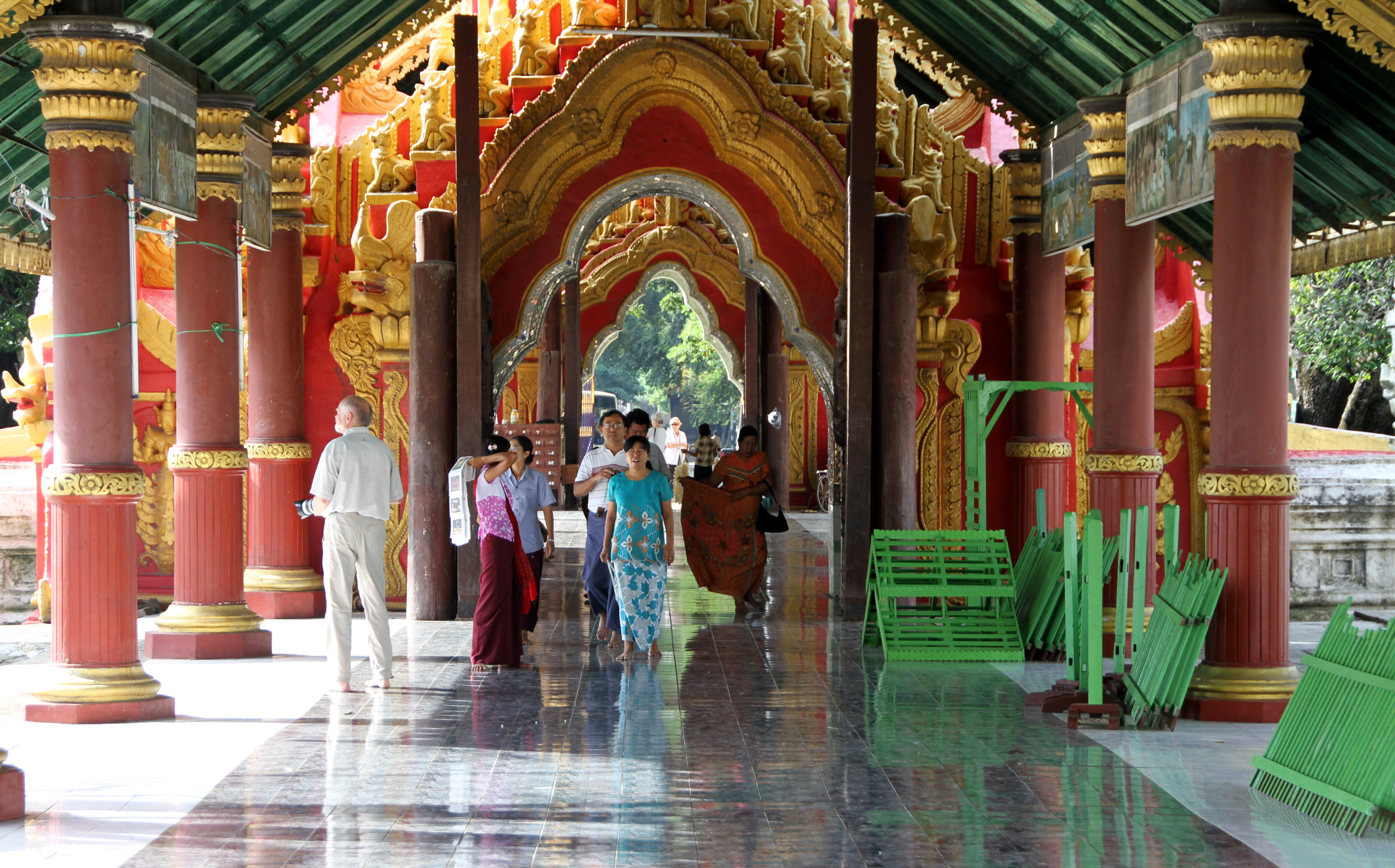
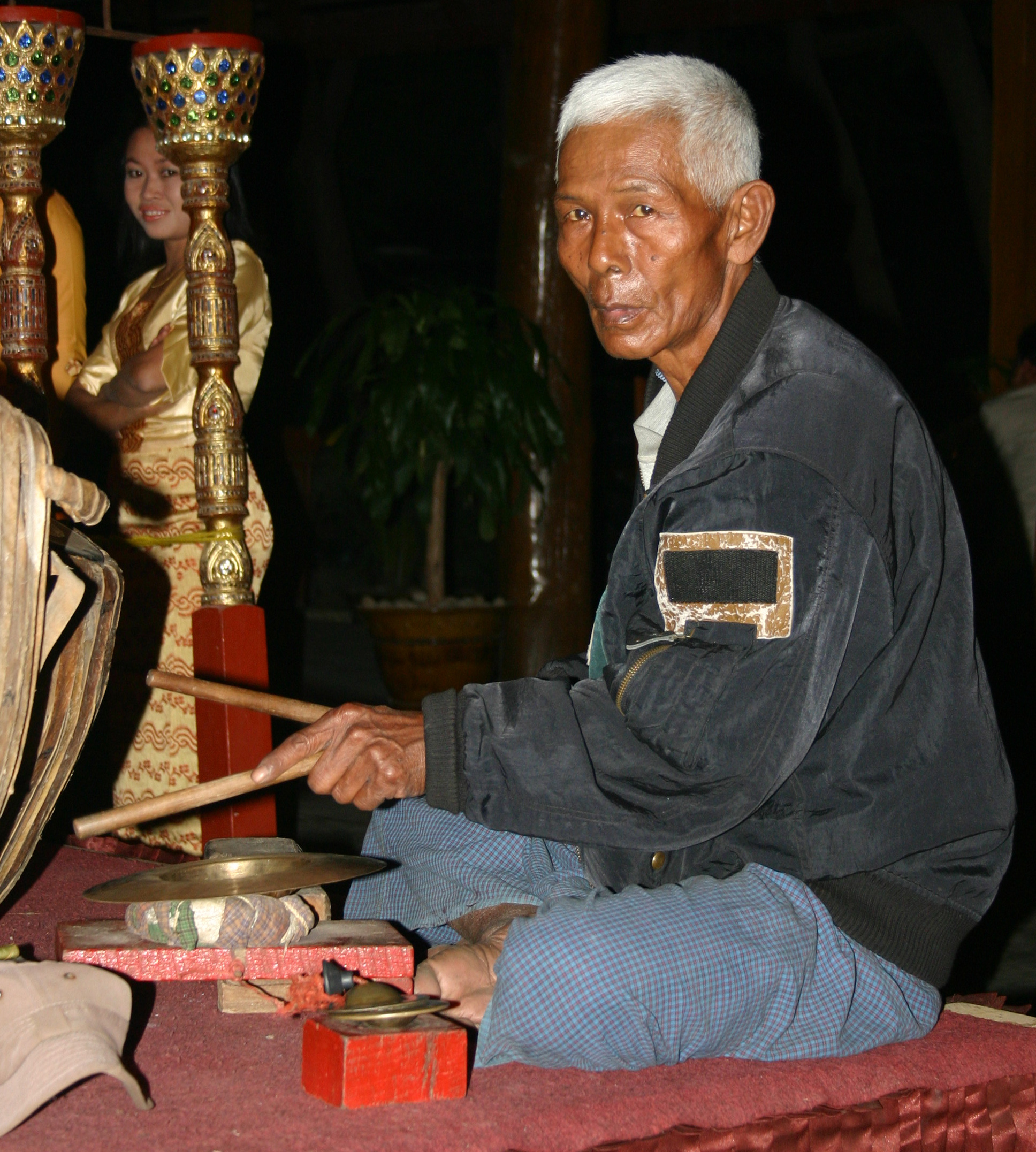
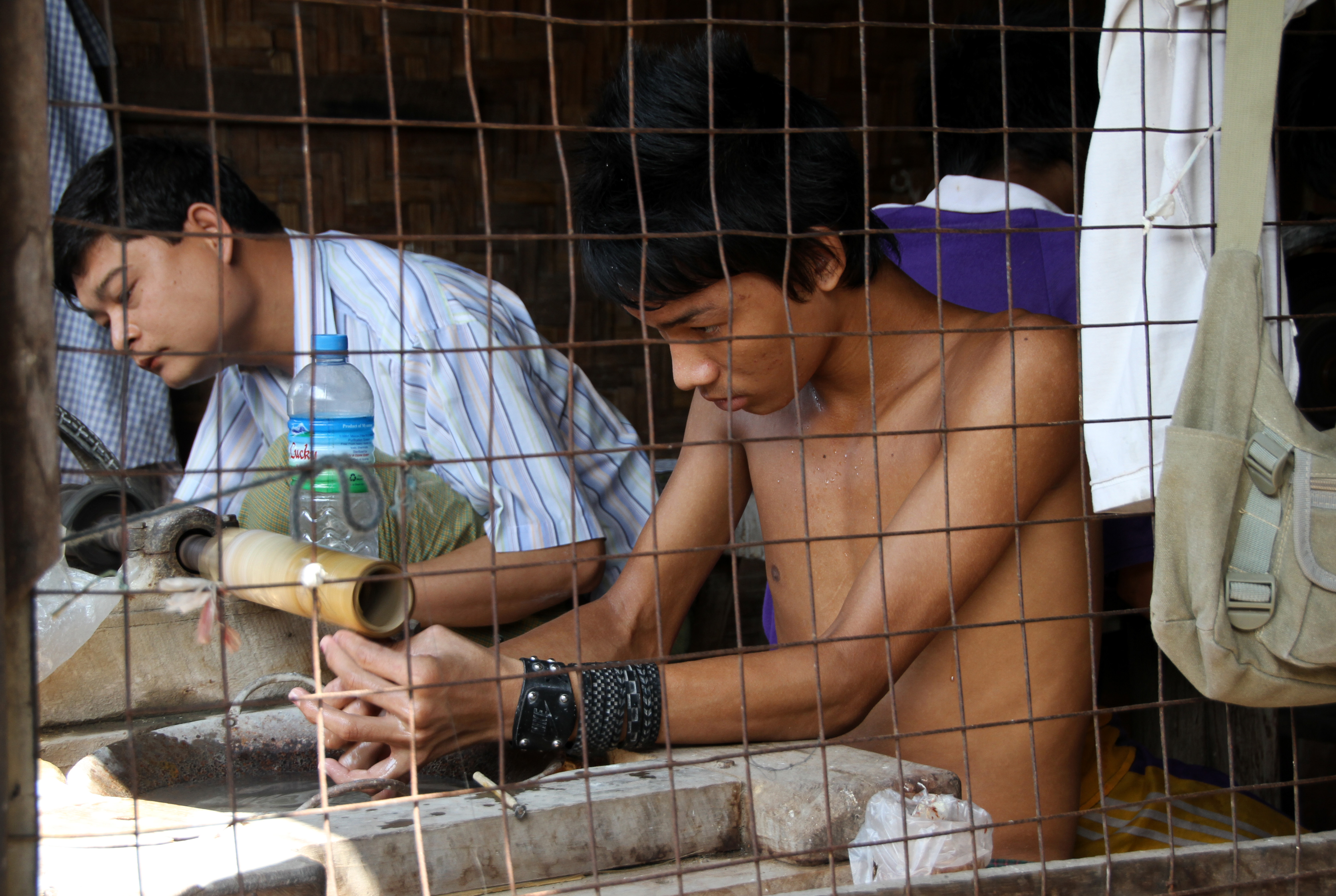
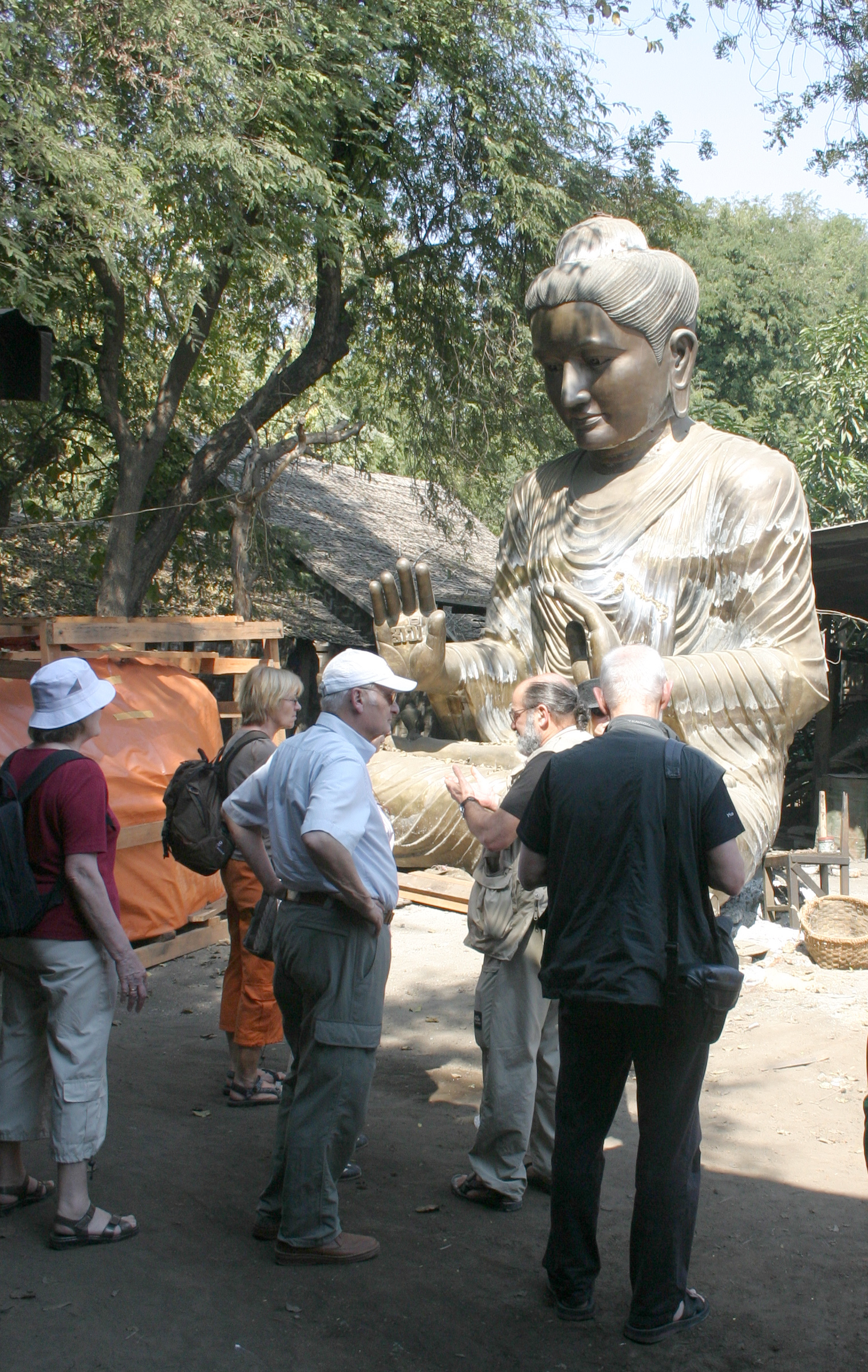
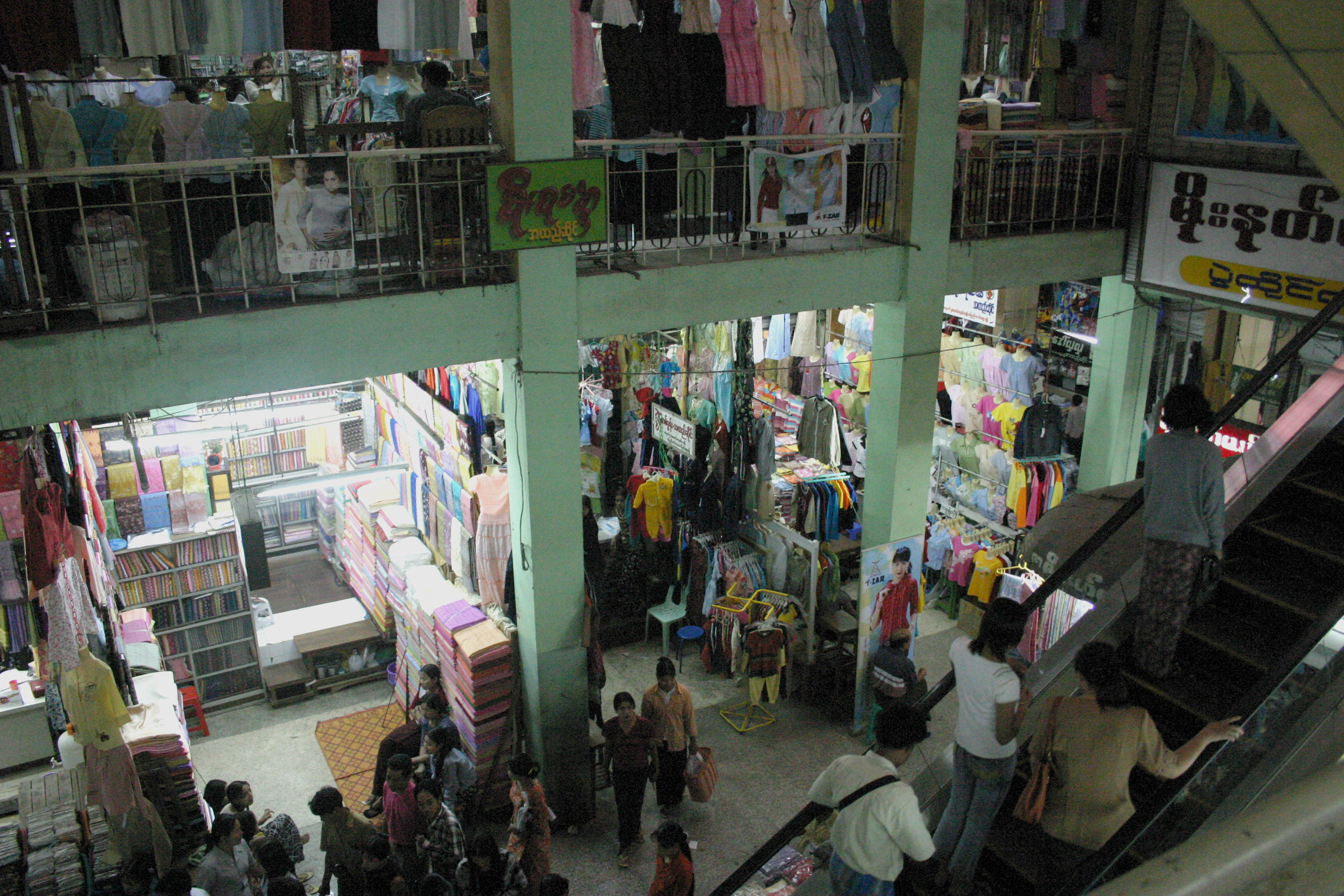
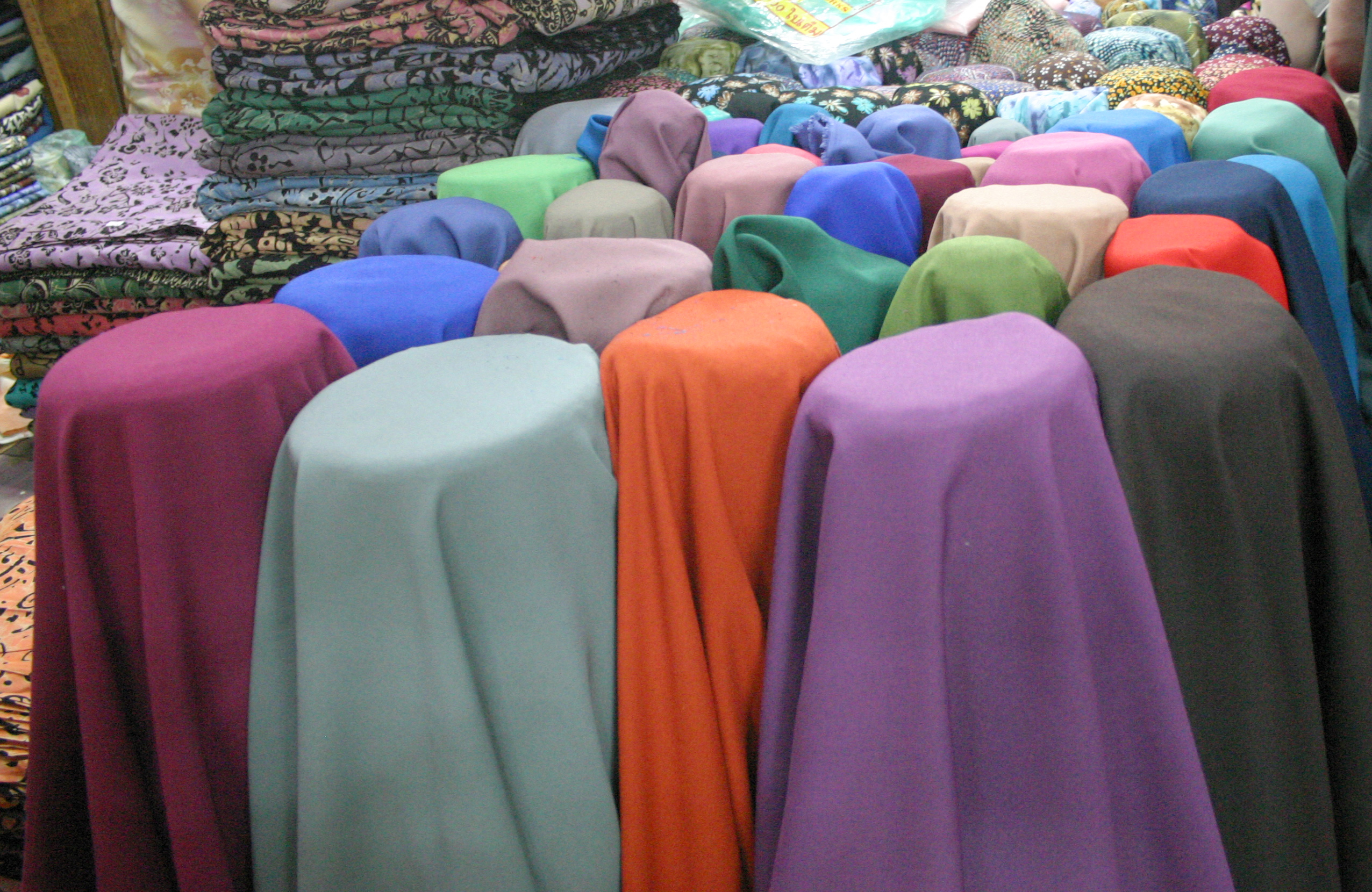
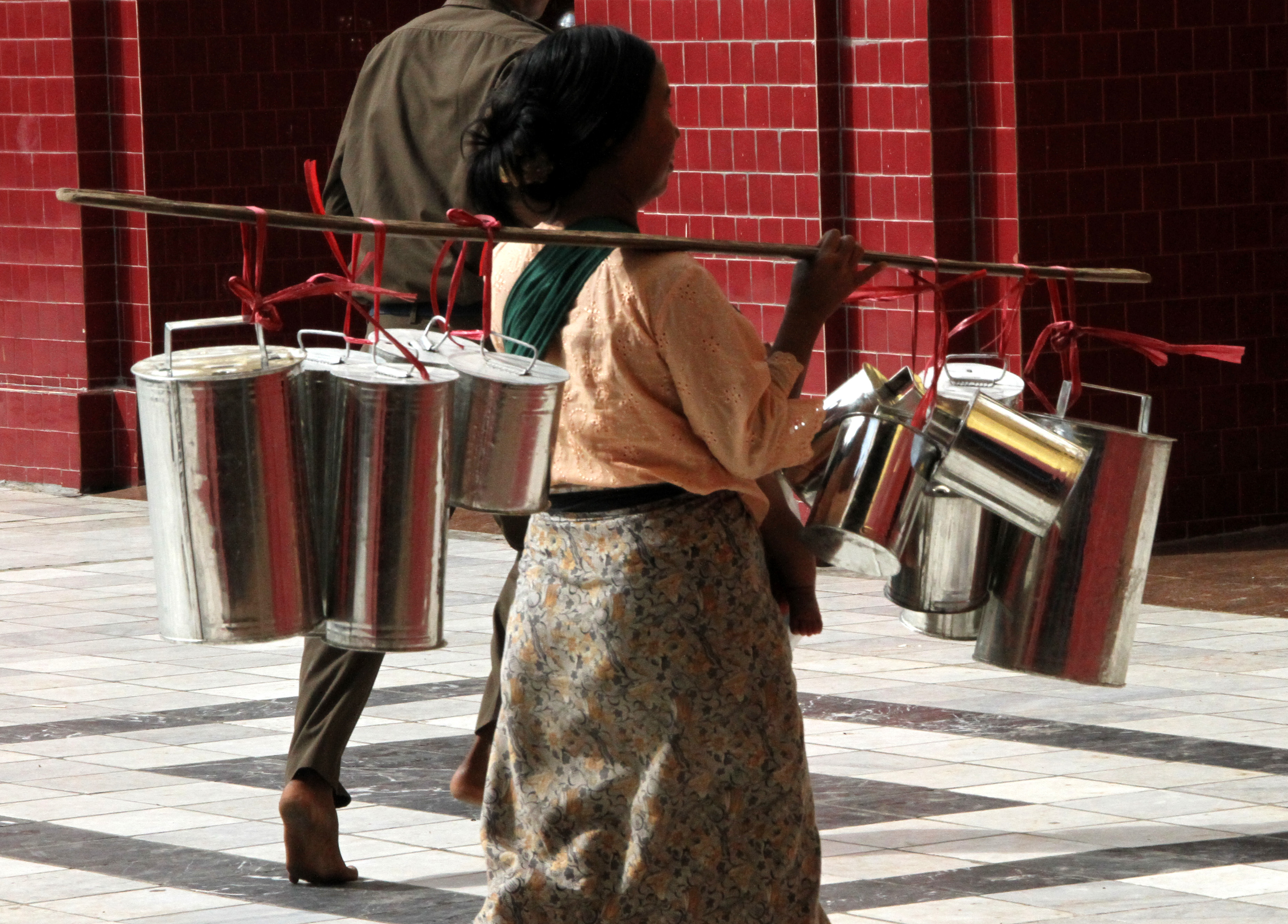

## وصلات خارجية
- انظر أيضًا بين أوو لوين، محطة التل التاريخية فوق ماندالاي